# Compass Airlines (Australia)
Compass Airlines ha operato in Australia per due brevi periodi nei primi anni '90. Le due incarnazioni della compagnia aerea erano abbastanza separate con diverse direzioni e aerei.

## Storia
Compass I è stata la prima compagnia aerea low cost dell'Australia. È stata istituita a seguito della deregolamentazione dell'industria aerea australiana nel 1990. Precedentemente Ansett Australia e il governo, proprietario di Australian Airlines, avevano operato sotto la Two Airlines Policy, che era in realtà un ostacolo legale per i nuovi operatori del mercato dell'aviazione australiana. Essa limitava i servizi intercapitali ai due principali vettori nazionali. Questo accordo anticoncorrenziale assicurava che trasportassero approssimativamente lo stesso numero di passeggeri, addebitavano le stesse tariffe e avevano dimensioni e attrezzature della flotta simili.

## Flotta Storica

### Compass Mk I
- 4 Airbus A300B4-605R
- 1 Airbus A310-304

### Compass Mk II
- 3 McDonnell Douglas MD-82
- 2 McDonnell Douglas MD-83